# 臺中市和平區德芙蘭國民小學
臺中市德芙蘭國民小學（簡稱德芙蘭國小），是一所位於臺灣臺中市和平區博愛里的國民小學，歷史可上溯至1916年成立的久良栖蕃童教育所。

## 歷史
- 1916年8月26日成立久良栖蕃童教育所。
- 1930年成立久良栖教育所。
- 1945年10月台灣光復後改名為台中縣和平鄉國民學校。
- 1958年4月於谷關段158地號成立谷關分班。
- 1961年1月改谷關分班為谷關分校。
- 1968年8月九年國民教育正式實施後，易名為台中縣博愛國民小學。
- 2010年12月台中縣市合併升格為直轄市，易名為臺中市和平區博愛國民小學。
- 2022年8月1日更名為臺中市和平區德芙蘭國民小學。[5]